# Culul
Culul es una localidad del municipio de Huhí en el estado de Yucatán, localizado en el sureste de México.

## Toponimia
El nombre (Culul) proviene del idioma maya.

## Demografía
Según el censo de 2005 realizado por el INEGI, la población de la localidad era de 9 habitantes.
| ?                           | ? | ? | 9 |
| (Fuente: INEGI [Consultar]) |   |   |   |